# Meerpfuhl

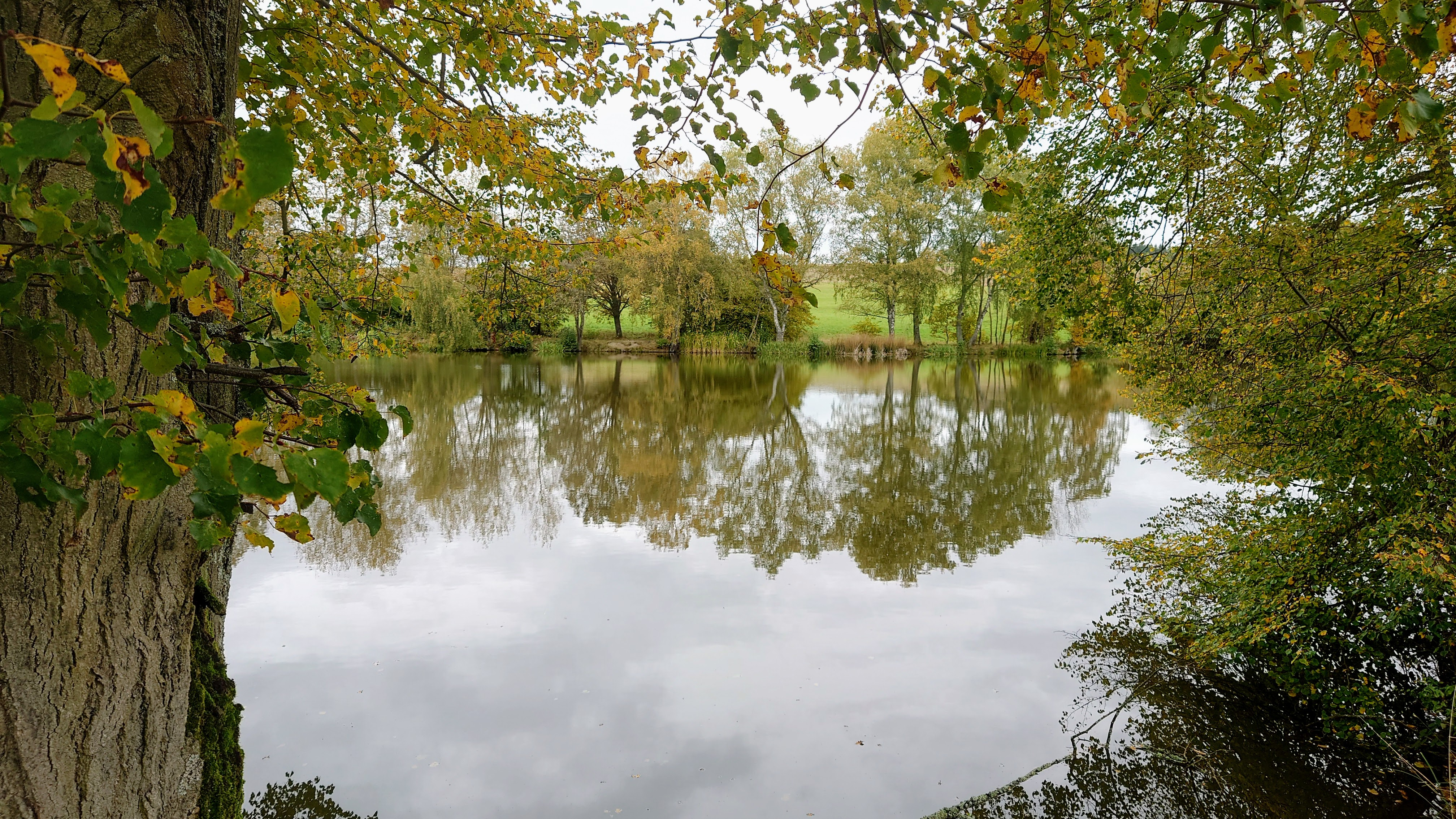
Meerpfuhl im Herbst 2024

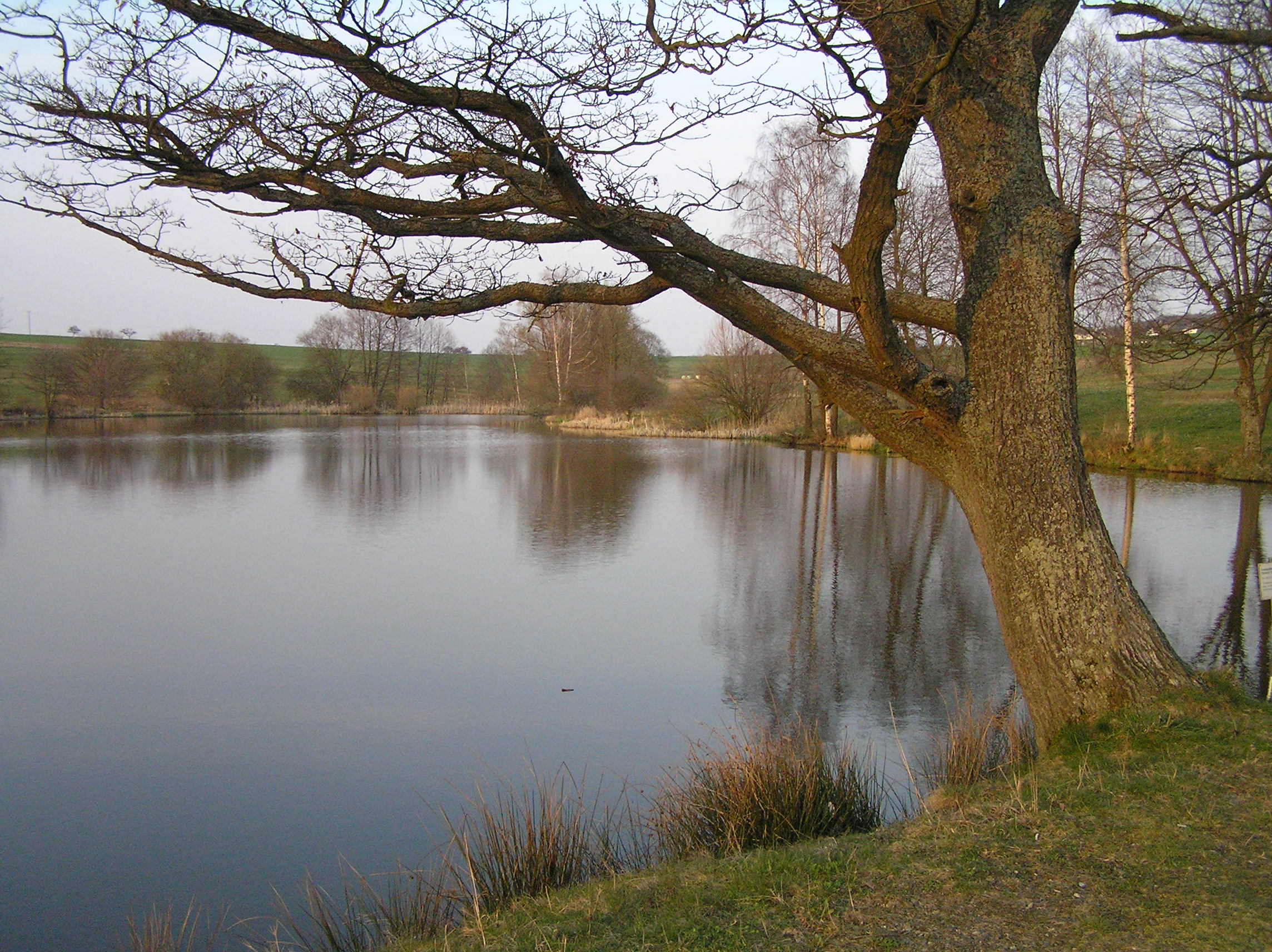
Meerpfuhl

Der Meerpfuhl ist ein Teich bei Merzhausen, einem Stadtteil von Usingen mit einer Größe von ca. 1,6 Hektar. Er steht als Kulturdenkmal unter Denkmalschutz.

## Geschichte
Wann genau der Meerpfuhl angelegt wurde, ist unbekannt. Erstmals wird der Teich 1550 als „weier im gern“ erwähnt. Diese Bezeichnung, ähnlich wie eine spätere Erwähnung 1579 als „Egerpfuhl“ bezieht sich auf das umliegende Sumpfland. Die Familie Walderdorff, die seit 1476 begütert war und dort seit 1515 das Kollaturrechte hatte, ließ den Weiher als Wasserreservoir für die Mühlen in Weiltal anlegen. Der Meerpfuhlbach führt durch ein Nebental der Weil von Weiher zur Landsteiner Mühle. Nachgelagert profitierten auch die anderen Mühlen im Weiltal bis hin zur Emmershäuser Mühle von der Wasserzufuhr. Der steuerbare Abfluss des Weihers ist heute noch als schnurgerader Graben im Gelände erkennbar.
1752 verkaufte die Altweilnauer Familie Hombruch den Weiher an die Landesherrschaft Nassau-Usingen. In diesem Zusammenhang wurde eine Karte angefertigt, die den Weiher in den heutigen Grenzen zeigt. Seit 1945 ist der Weiher Eigentum des Landes Hessen.

### Die Vergiftung 1977
Der Teich ist durch den Fischereiverein Hochtaunus gepachtet. Er galt als ökologisch außerordentlich bedeutsames Gewässer mit einer Vielzahl von seltenen Pflanzen und Tieren. Insbesondere galt er als einziger hessischer Standort des „Schwimmenden Froschkrautes“ (Luronium natans). Am 17. September 1977 wurde jedoch das Ökosystem durch den Versuch des Fischereivereins, die Verkrautung des Weihers zu reduzieren, zerstört. Verwendet wurde das (heute verbotene) Herbizid „Gramoxone“. Die Wirkung dieses Pflanzengiftes ging jedoch über das Erwünschte weit hinaus und schädigte die gesamte Pflanzenwelt des Weihers nachhaltig. Auch wenn im Laufe der Jahre umfangreiche Schutzmaßnahmen vorgenommen wurden, wurde die alte Vielfalt lange nicht wieder erreicht.

## Sanierung 2016/2017
Durch die Hanglage wird regelmäßig Erde in den Weiher gewaschen. Er versumpft daher systematisch. 2012 wurde daher ein Sanierungskonzept vorgeschlagen. Nach dem Vorliegen aller Genehmigungen wurden 2016/17 durch Mitarbeiter der Rhein-Main Deponie etwa 1000 Tonnen Schlamm ausgebaggert und in einem Waldgebiet ausgebracht, um dort einen Wildacker zu schaffen.

## Der Meerpfuhlbach
Der aufgestaute Meerpfuhl bei Merzhausen ist die Quelle für den etwa 2 Kilometer
langen Verlauf des Meerpfuhlbaches, der weitgehend geschwungen durch (Nadel)wald
fließt. Im untersuchten Unterlauf sind neben vereinzelten Steinen eher feinkiesiges
Substrat und stellenweise auch ausgedehnte sandige bis schlammige Ablagerungen zu
finden.

## Die Eiche am Meerpfuhl

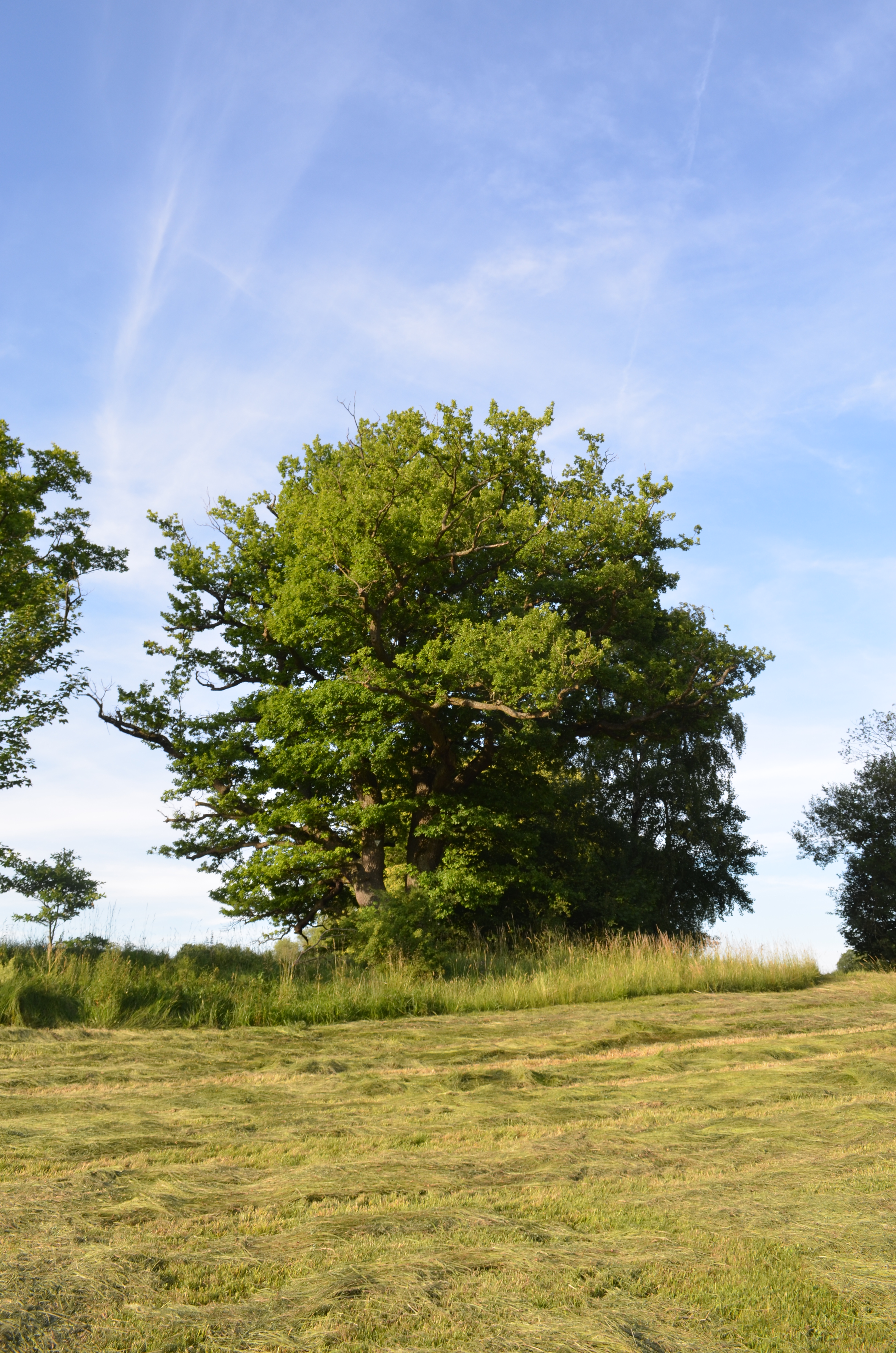
Eiche am Meerpfuhl

Die sehr alte, landschaftsprägende Eiche am Meerpfuhl ist als Naturdenkmal geschützt. Sie befindet sich direkt an dem Parkplatz am Merpfuhl an der B 275.